# Ващук, Екатерина Тимофеевна
Екатерина Тимофеевна Ващук (укр. Катерина Тимофіївна Ващук; род. 20 января 1947, село Вербень, Ровенская област) — украинский политик.
Член украинской Народной партии с 1996 года, глава партии в 1997—1999 годах.
Народный депутат Верховной рады Украины 2—4, 6 и 7 созывов.
Почётный член УААН (2001).

## Биография
Окончила Луцкий педагогический институт (1969—1974, учитель истории) и Львовский аграрный университет (1998—2001), экономист.
В 1979—1994 годах глава колхоза имени XXV съезда КПСС (с 1990 года агрофирма «Колос»).
На выборах-1994 была избрана народным депутатом Верховной рады Украины II созыва по одномандатному избирательному округу в Волынской области (выдвигалась от Сельской партии Украины).
На выборах-1998 была избрана народным депутатом Верховной рады Украины III созыва по одномандатному избирательному округу в Волынской области (выдвигалась и так же шла № 1 по списку Аграрной партии Украины).
На выборах-2002 была избрана народным депутатом Верховной рады Украины IV созыва (шла № 3 в списке блока «За единую Украину!»).
На выборах-2006 кандидат в народные депутаты Верховной рады Украины V созыва (шла № 11 по списку Народного блока Литвина).
На выборах-2007 кандидат в народные депутаты Верховной рады Украины V созыва (шла № 21 по списку Блока Литвина).
На выборах-2012 избрана по списку Партии регионов. Член фракции Суверенная Европейская Украина.
Награждена орденами Ленина, «Знак почёта», «За заслуги» всех степеней (III — 1996, II — 2000, I — 2002). Заслуженный работник сельского хозяйства Украины (1993).
Её дочь Татьяна замужем за старшим сыном Петра Симоненко.